# International Featured Standard - Food

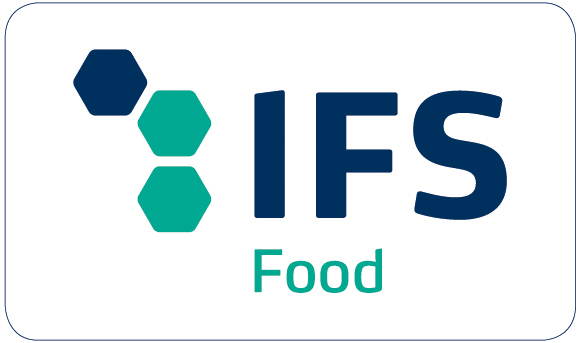
IFS Logo

De International Featured Standards - Food, veelal kortweg IFS of ook wel IFS Food genoemd, is een standaard op het gebied van voedselveiligheid die werd opgesteld door HDE, de Duitse brancheorganisatie van distributeurs van voedingsmiddelen.
De Franse retail-brancheorganisatie FCD heeft zich aangesloten bij de IFS-norm, terwijl ook de Italiaanse organisaties ANCC, ANCD en Federdistribuzione de norm steunen. Dit, plus het feit dat de IFS-norm werd ontwikkeld op basis van de BRC Global Standard for Food Safety, leidt ertoe dat de norm ook wel de Duits-Franse tegenhanger van BRC Food wordt genoemd.
Binnen IFS wordt gewerkt met een viertal zogenaamde "knock-out-criteria". Wanneer er niet wordt voldaan aan een van deze criteria, wordt de leverancier automatisch niet gecertificeerd. Deze criteria zijn:
- beheersing van kritische beheerspunten;
- betrokkenheid van het management en medewerkers;
- traceerbaarheid van producten, grondstoffen en verpakkingsmaterialen;
- uitvoering van corrigerende maatregelen.

Een belangrijk verschil met BRC Food is dat er bij BRC de mogelijkheid bestaat om tot 28 dagen na een audit bewijs te leveren dat er aan de geconstateerde tekortkoming voldoende invulling is gegeven. Binnen IFS is dit nadrukkelijk niet mogelijk: het resultaat van de audit is het eindresultaat van de beoordeling. De frequentie van de audits wordt bij beide systemen bepaald door het behaalde resultaat en de risico-klasse van het product.
In de IFS Food versie 6 zijn eisen op het gebied van food defense opgenomen. Bedrijven dienen een fooddefenseplan opgesteld en geïmplementeerd te hebben.